# 余子站
余子站（日语：／ Amariko eki */?）是位於鳥取縣境港市竹內町字旭田，西日本旅客鐵道（JR西日本）境線的車站。車站愛稱（妖怪）為子泣爺爺站。

## 歷史
- 1932年（昭和7年）12月22日 - 境線大篠津站（現時：米子機場站）至境港站之間新設此站。
  - 當時車站地址為鳥取縣西伯郡余子村（日语：余子村）竹內（日语：竹内町）字旭田。
- 1954年（昭和29年）8月10日 - 隨著境港町成立，車站地址變為鳥取縣西伯郡境港町竹內字旭田。
- 1956年（昭和31年）4月1日 - 境港町實施市制，成為境港市，車站地址變為鳥取縣境港市竹內町（日语：竹内町）字旭田。
- 1987年（昭和62年）4月1日 - 伴隨國鐵分割民營化，車站由西日本旅客鐵道（JR西日本）營運。
- 2019年（平成31年) 3月16日 - 車載型IC出入閘機開始使用，此站開始可以使用IC卡「ICOCA」[1]。

## 車站構造
車站是一座地面車站，設有1面1線的單式月台。前往境港方向的列車會開啟右邊車門。此站是由米子站管理的無人車站。車站大樓內設有候車室。站內沒有售票處，只有自動售票機。車站內沒有廁所。
此站是臨時快速港快車停車站。

## 使用狀況
以下為近年一日平均上下車人次列表：
| 上下車人次變化 | 上下車人次變化 |
| 年度           | 1日平均人次    |
| -------------- | -------------- |
| 2011年         | 723            |
| 2012年         | 732            |
| 2013年         | 690            |
| 2014年         | 624            |
| 2015年         | 610            |
| 2016年         |                |
| 2017年         |                |
| 2018年         | 658            |

## 車站周邊
- 境港竹內郵局
- 山陰合同銀行
- 鳥取縣立境港綜合技術高等學校（日语：鳥取県立境港総合技術高等学校）
- 境港市立第二中學（日语：境港市立第二中学校）
- 境港市立余子小學（日语：境港市立余子小学校）
- 境港市立誠道小學（日语：境港市立誠道小学校）
- 鳥取縣道221號余子停車場線（日语：鳥取県道221号余子停車場線）
- 鳥取縣道246號渡余子停車場線（日语：鳥取県道246号渡余子停車場線）

## 巴士路線
站前設有巴士站。
- 哈馬魯普巴士（日语：はまるーぷバス）
  - 主要路線 (右回，左回)

## 其他
曾經設有計劃建設境鐵道連接此站與渡地區。

## 相鄰車站
西日本旅客鐵道
 境線
高松町－余子－上道

## 注腳
1. ↑   （页面存档备份，存于）（日語）
2. ↑  国土数値情報(駅別乗降客数データ)2011-2015年  （页面存档备份，存于）（日語） - 國土交通省，2019年7月4日參閲
3. ↑  国土数値情報　駅別乗降客数データ  （页面存档备份，存于）（日語） - 國土交通省，2020年9月13日參閲
4. ↑  http://www.lococom.jp/talist/23830043928/20059318/%5B%5D

## 外部連結
- 余子｜車站資訊：JR出門網 - 西日本旅客鐵道（日語）